# 三農問題

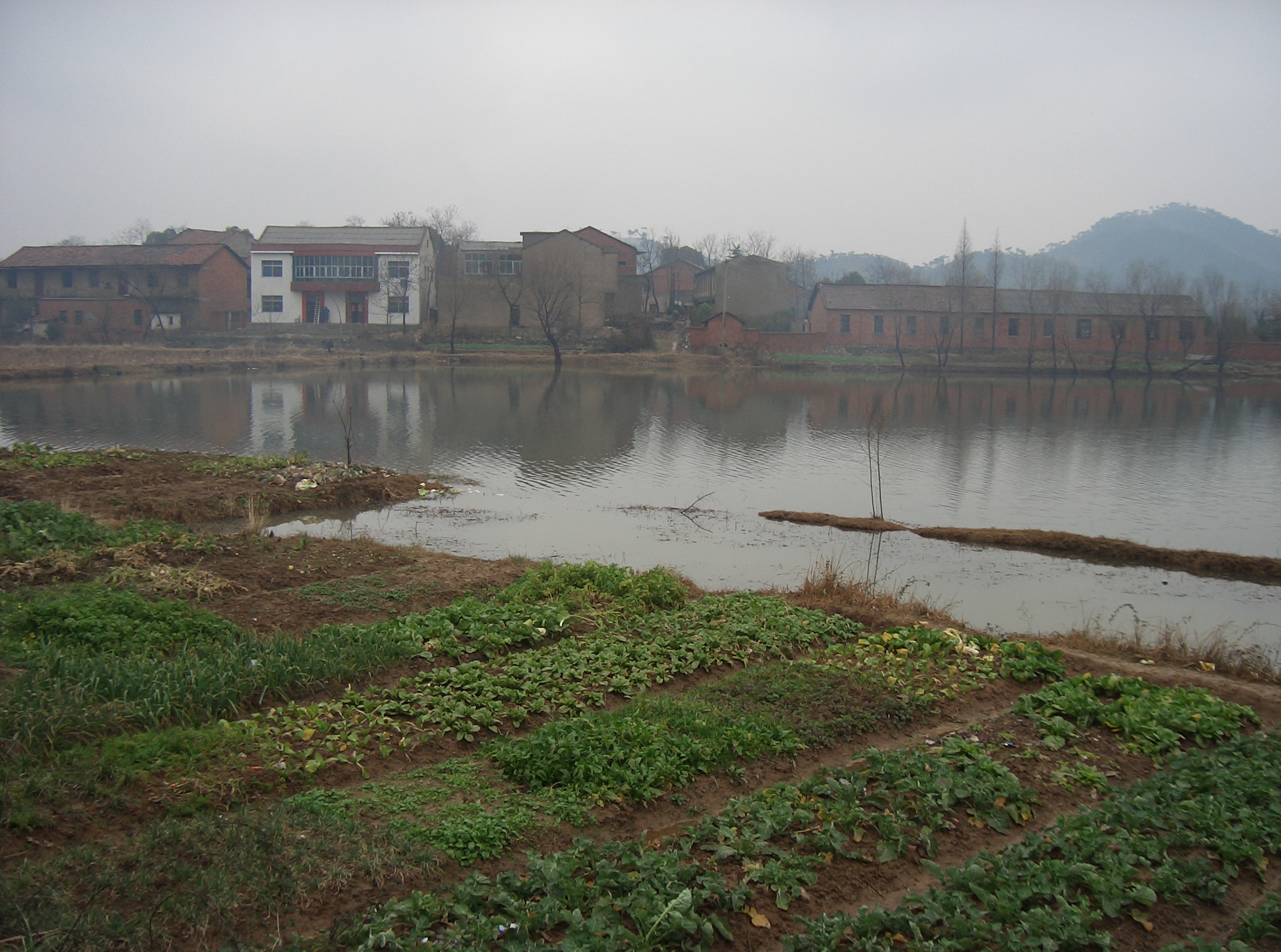
湖北省黄岡の一農村風景（2005年）

三農（さんのう）とは農村、農業、農民を指し、三農問題（さんのうもんだい）とは、中華人民共和国における農村、農業、農民の問題を特に示し、経済格差や流動人口等を包括した中国の社会問題となっている。
三農の概念は経済学者の温鉄軍博士が、1996年に提出した論文が初出であり、その後、だんだんとメディアや官庁で広く使われるようになった。2000年、湖北省監利県棋盤郷党委員会書記である李昌平が朱鎔基総理に「農民は本当に苦しんでおり、農村は本当に困窮しており、農業は本当に危険である（農民真苦、農村真窮、農業真危険）。」といった内容の手紙を提出した。その後、「三農」問題は広く使われるようになり、2001年には「三農」問題の文言は公文書に盛り込まれることで、大陸の理論界や政策を決定する階層の人間が用いる術語となり、2003年には中国共産党中央委員会において正式に「三農」問題を工作報告に書き入れられた。

## 内容
- 農民問題：三農問題の中核となる問題、農民の収入が低く、増収は困難であり、都市-農村間の貧富の差は拡大し、農民は社会保障の権利を実質得ていないことを示している。
- 農村問題：農村の状態が立ち遅れ、経済が発展しないことに集中して示している。比喩として、中国の都市はヨーロッパのようだが、農村はアフリカのようである。
- 農業問題：農民が農業で金を稼げず、産業化のレベルが低いことを示している。

## 背景

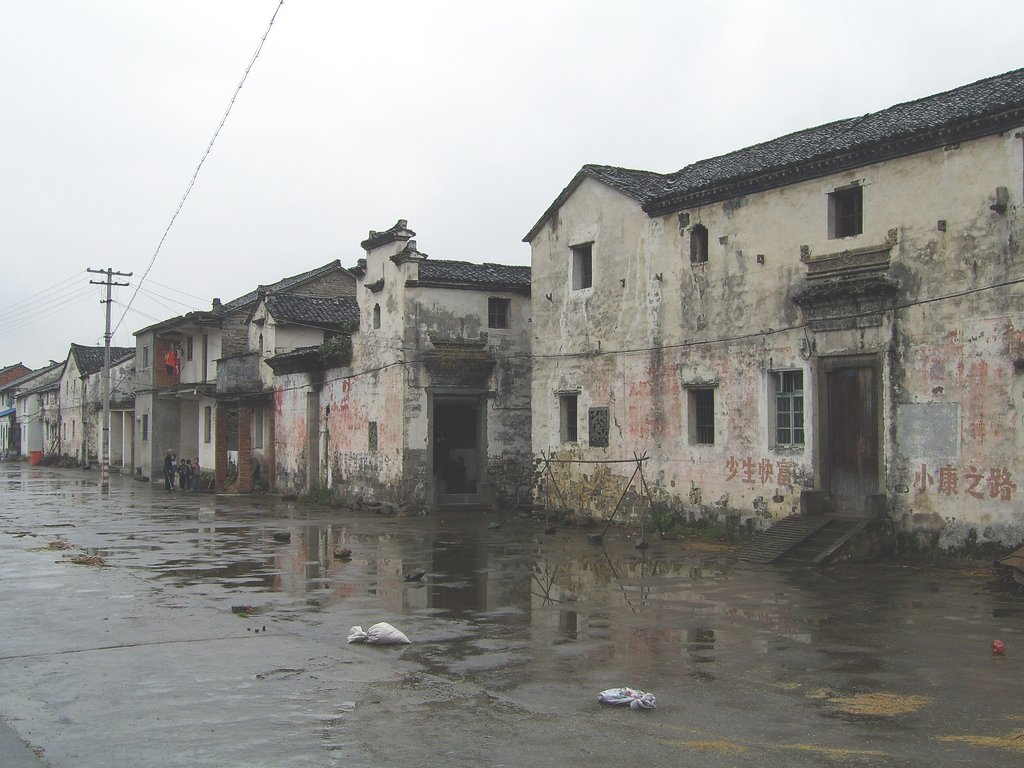
農村の労働者が大挙して都市に向かい、農村の人口が減少した江南の某農村。

背景として都市と農村の収入格差が増大していることが挙げられる。中華人民共和国国家統計局によると、改革開放が始まった1978年における都市住民の一人当たり可処分所得は343元、農村の一人当たり純収入は134元で格差は2.55:1倍、1985年では都市住民の一人当たり賃金は690元、農村の一人当たり純収入は397元、双方の格差は1.74：1であったが、2005年には前者は10,493元なのに対し、後者は3,255元に過ぎず、その格差は都市：農村=3.22：1となり、この20年で都市-農村間の収入格差が拡大した。
改革開放以来、農村では、人民公社から生産責任制へと移行し、農村産業化が進められた。同時に中国の農産品は外国の農業大国との競争に曝され、家族単位では市場競争に勝つことが出来ず、農民は「手元にある農産物を売りに出せない（手里有糧売不出）」現象が発生した。
1992年鄧小平の南巡講話以降、中国経済が成長し始めたが、中国経済の成長と比較して第一次産業は成長とは程遠く、第二次産業、第三次産業が成長した。農民は農業で十分な収入は得られないと考え、農村から都市へ出稼ぎに出かけた。しかし、都市には農民に提供するほどの職業は十分には無く、都市に向かった多くの農民は都市内部に集住し、農民工となった。結果として、農村の生産性は下降した、さらに多くの農民が都市に職探しに来るようになる悪循環が続いた。農業の発展が中国経済の正常な発展に直接影響し、また、中国の総人口の約3/4が農村の人口であることから、農民の生活状況が中国全体の生活状況を最もよく表している。農村の発展は、中国共産党が提出した「三歩進む（三歩走）」戦略を実現する為の最大の挑戦であり、三農問題は当面の中国社会の顕著な問題たらしめている。

## 三農問題が及ぼす影響
鄧小平の先富論に代表される都市と農村の発展の差を是認した政策により、都市と農村間の貧富の差を拡大させた。都市が経済発展する過程で、農民から土地を没収する動きも経済格差を激化させた。ひとたび仕事や土地を失った農民は流動人口となり、都市に出てきて生きようと考え、結果として、三農問題は都市にまで波及したのであった。この悪循環により、三農問題は中国全体にわたる社会問題になったのであった。

## 三農問題解決のための施策
- 農村税費改革の推進：2003年3月、農民の負担を軽減し、農民の収入を回復・増加を促進し、農村経済の持続的発展と農村社会の全面的な進歩を推進し、中国農業生産のボトルネックとなっている制約問題を解決する為、中国政府は2000年より試験的に安徽省で導入した農村税費改革を元に、『国務院、農村税費改革の試みを全面的に推進することに関する意見』（《国务院关于全面推进农村税费改革试点工作的意见》）の文書を発表した。
- 国家の指導者が農民の負担を軽減する具体的プログラムを発表することを承認：2004年3月5日、温家宝総理は全人代の開幕における政府工作報告の中で、農業の基盤を強固なものにする必要があること、農民の収入の増加と農業生産の増加を実現する必要があること、5年以内に農業税を廃止する必要があること言及した。
- 新農村建設（zh）目標を押し広めること：2005年10月11日、中国共産党第16期五中全会は『中共中央国民経済と社会発展第11次5ヵ年企画制定に関する建議』（《中共中央关于制定国民经济和社会发展第十一个五年规划的建议》）を採択し、社会主義新農村の建設目標を打ち出した。その内容は、農業を発展させと農村を建設すること、農業と農村に対し政府は資本を投入すること、郷村レベルの道路建設を含んだインフラストラクチャーを改善すること、工業により農業を促進させて、都市に農村を吸収させること、農村合作医療制度の基盤を築き上げること、9年生の義務教育を強固なものにすること、農村の学生から雑費の収納を免ずるといったことである。
  - 2005年11月29日から12月1日の中共中央経済工作会議では、2006年の全体活動で、"社会主義新農村建設の推進"を重点的に行うよう要求した。
  - 2005年12月23日、国務院常務会議は、2006年から西部地区農村の義務教育段階の学生の雑費を全額免除し、2007年には中部及び東部にそれを拡大することを決定した。
- 農業税（zh）の廃止：2005年12月29日第10期全国人民代表大会常務委員会（zh）第19回会議は2006年1月1日より、，中華人民共和国農業税条例（中国語）を廃止することを決定した。
- 農民工が権利を維持する規則の提出：2006年1月18日国務院第122回常務会議は『国務院農民工の問題を解決することに関してのいくつかの意見（中国語）』を採択した。

## 都市-農村の二元体制改革
行政の力量が加わり、農業生産物の価格をコントロールし、新政策を採用することで農民の最低収入は保証された。都市にいる農民工への差別を解決するには、農民工への職場を要求に適合した割り振りをせねばならない。農村に対して産業化の調整が進められ、郷鎮企業を創業させることで農民の就業問題の解決を図ろうとしている。また、小城鎮化を推進することで農村の過剰労働力を都市で吸収しようと図っている。